# Humerilabus alleni
Humerilabus alleni es una especie de coleóptero de la familia Attelabidae.

## Distribución geográfica
Habita en Laos.